# Aeropuerto de Öskemen
El Aeropuerto de Öskemen o Aeropuerto de Ust-Kamenogorsk (IATA: UKK, OACI: UASK) es un aeropuerto en Kazajistán. Se encuentra 13 km (8,1 mi) al noroeste de Öskemen, la capital de la región de Kazajistán Oriental. El aeropuerto da servicio a aviones de líneas regionales.

## Instalaciones
El aeropuerto se encuentra a una altura de 286 m (313 yd) sobre el nivel del mar. Tiene una pista asfaltada designada 12/30 que mide 2510 x 42 metros (2745 x 46 yd).

## Aerolíneas y destinos
| Aerolíneas      | Destinos                                      |
| --------------- | --------------------------------------------- |
| Air Astana      | Almaty, Astana                                |
| FlyArystan      | Shymkent                                      |
| Qazaq Air       | Astana                                        |
| S7 Airlines     | Moscú–Domodédovo, Novosibirsk                 |
| SCAT Airlines   | Almaty, Astana, Karagandy, Zaysan             |
| Sunday Airlines | Chárter de temporada: Antalya, Sharm el-Sheij |